# Перевантаження функції
Перевантаження функції, перевантаження процедури або ж перевантаження методу (англ. function overloading or method overloading) — в програмуванні один із засобів реалізації поліморфізму (ad hoc поліморфізм), що полягає в можливості створювати кілька реалізацій функції (методу) із тим же ім'ям проте з різною сигнатурою — з різною кількістю параметрів або з різним типом параметрів. Дана можливість з'явилась ще в процедурних мовах програмування, з появою ж об'єктно-орієнтованого підходу можливість поширилась на методи (функції-члени) одного і того ж класу, зокрема і на конструктори класу.
Для прикладу, doTask() та doTask(object O) — це два різні перевантажені методи. Перший метод не має параметрів, а другий має ту ж назву, проте може приймати як параметр певний об'єкт.

## Правила перевантаження функцій
- Перевантажені функції мають мати різну кількість параметрів або типи даних.
- Мати однакове ім'я функції, яке буде використовуватись для виклику всіх її варіантів.

Перевантаження функцій відноситься до класифікації статичного поліморфізму, в якому буде викликано найбільш підходящу функцію, тобто, функція визначається на основі списку її аргумент. Перевантаження функцій часто пов'язане з статично типізованими мовами програмування, які потребують перевірки типів при виклику функцій.
Перевантажуючи метод, створюється множина різних методів, які мають одне і те саме ім'я. Рішення, про те яка функція буде викликана відбувається у період компіляції.
Перевантаження методів не слід плутати з поліморфізмом, при якому потрібний метод обирається під час виконання, за допомогою віртуальних методів,
замість статичних.
Приклад: перевантаження функцій у c++

```
#include
 
<iostream>

// Об'єм куба

int
 
volume
(
int
 
s
)

{

    
return
 
s
*
s
*
s
;

}

// Об'єм циліндра

double
 
volume
(
double
 
r
,
 
int
 
h
)

{

    
return
 
3.14
*
r
*
r
*
static_cast
<
double
>
(
h
);

}

// Об'єм кубоїда

long
 
volume
(
long
 
l
,
 
int
 
b
,
 
int
 
h
)

{

    
return
 
l
*
b
*
h
;

}

int
 
main
()

{

    
std
::
cout
 
<<
 
volume
(
10
);

    
std
::
cout
 
<<
 
volume
(
2.5
,
 
8
);

    
std
::
cout
 
<<
 
volume
(
100
,
 
75
,
 
15
);

}

```

В вище наведеному прикладі, об'єм підрахований методами з різним набором аргументів, буде вибирати функцію для підрахунку об'єму відповідної фігури.